# Акчадаг
Акчадаг (тур. Akçadağ) — город и район в провинции Малатья (Турция).